# Aspergillus gracilis
Aspergillus gracilis är en svampart som beskrevs av Bainier 1907. Aspergillus gracilis ingår i släktet Aspergillus och familjen Trichocomaceae.   Inga underarter finns listade i Catalogue of Life.